# Illes Shiant

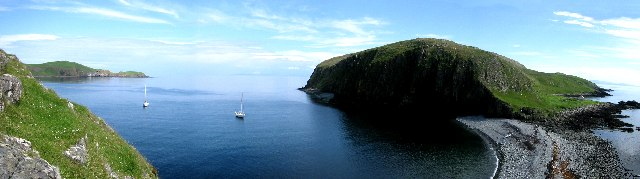
Vista de la costa

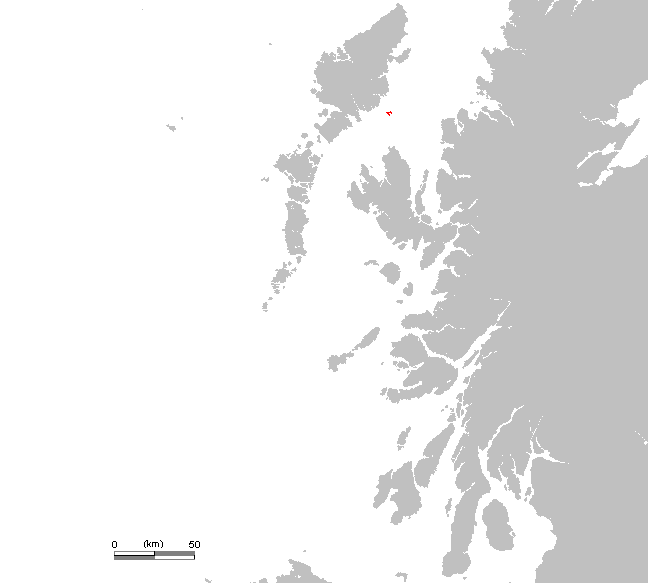
Localització de les Shiant Isles.

Les Illes Shiant o Shiant Isles (en gaèlic escocès: Na h-Eileanan Habita), també conegudes en gaèlic com "les Illes encantades" (Na h-Eileanan Seunta) constitueixen un grup d'illes localitzades en l'estret del Minch, a l'est de l'Illa de Harris a les Hèbrides Exteriors, a Escòcia. Estan situades a unes 5 milles al sud-est de Lewis.
Les illes principals són Eilean Garbh i Eilean an Tighe, que van ser habitades fins a 1901 i estan unides en l'actualitat per un prim istme, i Eilean Mhuire.
Les illes Shiant tenen una gran població de d'aus marines, incloent desenes de milers de frarets de cria en caus en els vessants del Garbh Eilean, així com un nombre important de Somorgollaires, gavots, Fulmars, gavinetes, corbs maríns, gavines i Paràsits.
Les illes poden ser visitades a través de diversos creuers des d'altres illes de les Hèbrides i des de la part continental d'Escòcia.